# Johann Bauer (Politiker, 1926)
Johann Bauer (* 30. Juni 1926; † 21. Oktober 2013) war ein deutscher Kommunalpolitiker (CSU).

## Leben
Bauer war von 1958 bis 1988 Bürgermeister der Kreisstadt Weilheim i.OB.

## Ehrungen
- Verdienstkreuz am Bande der Bundesrepublik Deutschland
- 1983: Verdienstkreuz 1. Klasse der Bundesrepublik Deutschland
- Bayerischer Verdienstorden
- 1988: Ehrenbürger der Stadt Weilheim i.OB.
- 2011: Medaille der Stadt Narbonne[1]